# Шпиро, Ефим Сергеевич
Ефим Сергеевич Шпиро (1946, Царевщина, Саратовская область — 1995, Москва) — химик, лауреат премии имени А. А. Баландина.

## Биография
Родился в 1946 году в селе Царевщине Балтайского района.
В 1964 году окончил с золотой медалью Царевщинскую среднюю школу, затем учёба в Московском химико-технологическом институте, который окончил с отличием в 1970 году.
По рекомендации МХТИ был принят на работу в институт органической химии имени Н. Д. Зелинского.
В 1990 году был назначен заведующим лабораторией института, а в 1991 году — присвоено учёное звание профессора.
Погиб в 1995 году в Москве.

## Награды
Премия имени  А. А. Баландина (1993, совместно с Х. М. Миначёвым, А. А. Слинкиным) — за цикл работ «Структура поверхности и каталитические свойства высокодисперсных металлнаселённых систем».